# Charle Young
Charle Edward Young (5 de fevereiro de 1951, Fresno, Califórnia) é um ex-jogador profissional de futebol americano estadunidense.

## Carreira
Charle Young foi campeão da temporada de 1981 da National Football League jogando pelo San Francisco 49ers.